# 努奧羅省
努奧羅省（義大利語：Provincia di Nuoro）是意大利撒丁大区的一個省。面積5638.06平方公里，2017年7月人口210,972人。首府努奧羅。
下分74个市鎮。